# Mickaël Jala
Mickaël Jala, né le 26 mars 1980 à Saint-Denis, est un trampoliniste français.

## Carrière
Champion de France en 2004 et 2005, il est sacré champion d'Europe par équipe en 2000, champion d'Europe en synchronisé en 2006 et vice-champion d'Europe par équipe la même année. Il est également médaillé de bronze par équipe aux Championnats du monde de 2001.